# Óttar Óttarsson
Óttar Óttarsson di Dublino (XII secolo – 1148) fu un re di Dublino iberno-norreno.

## Biografia
Óttar (in irlandese Oitir Mac mic Oitir) proveniva dalle Ebridi scoto-norrene. Óttar apparteneva alla dinastia degli Óttarsson, una famiglia nota per l'uso ripetuto del nome. Prese possesso del Regno di Dublino nel 1142. Stando alle cronache, saccheggiò e rase al suolo alcuni monasteri del Meath.
Gli annali riportano che Óttar fu co-reggente con Ragnall Thorgillsson (Raghnall Mac Torcaill), finché Raghnall fu ucciso in battaglia combattendo contro le forze del Midhe (Meath) nel 1146. Óttar ritenne il controllo di Dublino fino al 1148, finché non fu assassinato dal fratello di Raghnall, Brotar.